# Сиви дом
Сиви дом је југословенска телевизијска серија, снимљена у продукцији Телевизије Београд. Серија има 12 епизода и снимана је током 1984. и 1985. године, а премијерно је емитована 1986. године. 
Радња серија се бави животом штићеника у Васпитно поправном дому за децу и омладину у Крушевцу. Аутори серије били су сценариста Гордан Михић, и режисер Дарко Бајић. У серији су поред Бате Живојиновића, Драгана Николића, Мише Јанкетића, Ђурђије Цветић, Боре Тодоровића и Жарка Радића, глумили и тада млади глумци, којима су ово биле прве веће улоге: Бранко Видаковић, Зоран Цвијановић, Жељка Цвијетан, Дубравко Јовановић, Андријана Виденовић, Никола Којо, Мирјана Јоковић...

## Тематика серије
Серија је настала на основу аутентичних прича и са њом је покушано да се одговори на многа питања: Како се стиже у овакав дом? Шта је узрок чињеници да неко, ко има само четрнаест, петнаест или шеснаест година, постане криминалац и убица? Да ли су то разрушена породична огњишта, разводи родитеља, беда и неимаштине, алкохолизам, дрога, мржња? А опет, у таквим домовима има и деце из условно речено сређених и добростојећих породица.
Серија приказује шта јунаке филма доводи на пут преступа. Приказује и њихове васпитаче, њихове приватне животе које је често тешко одвојити од пословног.
Сиви дом уметнички обрађује проблематику малолетничке делинквенције, тему толико присутну у савременом друштву да свакако заслужује да се о њој изблиза говори. 
Кроз појединачне епизоде појављују се ликови:
- ситни лопов Робија (Бранко Видаковић), који, ипак, није без савести, и његов нераздвојни друг Петко (Љубомир Тодоровић), као колебљиву личност зависну од вође;
- Микша (Мима Караџић), бунтовника спремног да подбада на побуну;
- Црни (Бранислав Лечић), и  његова непрестана борба да сталним бекствима осведочи властиту слободу и индивидуалност;
- Шојка (Зоран Цвијановић), размажени господичић који поткупљује своје другове;
- Кец (Душан Петковић), дечак који се нада да ће проблематична мајка једном доћи по њега;
- Матић (Дубравко Мијатовић) и Савка (Жељка Цвјетан) и њихова дирљива љубавна прича;
- Велизар (Никола Којо), прерано одрастао момак и ситни провалник који преузима улогу заштитника своје породице и слабијег друга;
- Шиља (Жарко Лаушевић), који је једини већим делом серије приказан по изласку из дома, и његова стоичка настојања да, упркос криминалној прошлости, пронађе нормалан живот.

Са друге стране, кроз прототипне личности васпитача Зеке (Драган Николић) и Белог (Миша Јанкетић) покренуто је опште питање разрешења проблема малолетничке деликвенције, са разореном породицом као својим наличјем.

## Списак епизода
| Епизода      | Прво приказивање  |
| ------------ | ----------------- |
| 1. Хроми     | 2. фебруар 1986.  |
| 2. Гуштер    | 9. фебруар 1986.  |
| 3. Робија    | 16. фебруар 1986. |
| 4. Шиља      | 23. фебруар 1986. |
| 5. Велизар   | 2. март 1986.     |
| 6. Катић     | 9. март 1986.     |
| 7. Коске     | 16. март 1986.    |
| 8. Дебос     | 23. март 1986.    |
| 9. Васпитачи | 30. март 1986.    |
| 10. Црни     | 6. април 1986.    |
| 11. Кец      | 13. април 1986.   |
| 12. Крик     | 20. април 1986.   |

## Улоге
| Глумац                   | Улога                       |
| ------------------------ | --------------------------- |
| Велимир Бата Живојиновић | Управник (11 еп. 1986)      |
| Рајко Продановић         | Коске (10 еп. 1986)         |
| Михаило Миша Јанкетић    | Бели (9 еп. 1986)           |
| Жарко Лаушевић           | Шиља (9 еп. 1986)           |
| Жељка Цвјетан            | Савка (9 еп. 1986)          |
| Михајло Костић Пљака     | Шеф обезбеђења (9 еп. 1986) |
| Зоран Цвијановић         | Шојка (8 еп. 1986)          |
| Дубравко Јовановић       | Матић (8 еп. 1986)          |
| Саша Малинић             | Језеркић (8 еп. 1986)       |
| Љубомир Тодоровић        | Петко (8 еп. 1986)          |
| Драган Николић           | Зека (7 еп. 1986)           |
| Мирсад Аговић            | Која (7 еп. 1986)           |
| Милутин Мима Караџић     | Микша (7 еп. 1986)          |
| Бранислав Лечић          | Црни (7 еп. 1986)           |
| Стеван Марић             | Мали Ћора (7 еп. 1986)      |
| Мило Мирановић           | Стражар песник (7 еп. 1986) |
| Душан Петковић           | Кец (7 еп. 1986)            |
| Томислав Трифуновић      | Портир (7 еп. 1986)         |
| Бранко Видаковић         | Робија (7 еп. 1986)         |

 Остале улоге  ▼
| Глумац                  | Улога                                    |
| ----------------------- | ---------------------------------------- |
| Андријана Виденовић     | Лолика (7 еп. 1986)                      |
| Милорад Ђорговић        | Стражар бомба (6 еп. 1986)               |
| Драган Николић          | Дебос (6 еп. 1986)                       |
| Радмила Живковић        | Шиљина мајка (6 еп. 1986)                |
| Бора Тодоровић          | Гиле (5 еп. 1986)                        |
| Жарко Радић             | Психолог (5 еп. 1986)                    |
| Ђурђија Цветић          | Васпитачица Јела (5 еп. 1986)            |
| Владимир Илић           | Чомбе (5 еп. 1986)                       |
| Мирјана Јоковић         | Калифорнија (5 еп. 1986)                 |
| Никола Којо             | Велизар (5 еп. 1986)                     |
| Драган Лаковић          | Учитељ Шошкић (5 еп. 1986)               |
| Горица Поповић          | Љиља (4 еп. 1986)                        |
| Предраг Милетић         | Стражар (4 еп. 1986)                     |
| Михаило Јевтић          | Обрен (3 еп. 1986)                       |
| Свјетлана Кнежевић      | Медицинска сестра (3 еп. 1986)           |
| Борис Комненић          | Васпитач Катић (3 еп. 1986)              |
| Снежана Обрадовић       | Буранија (3 еп. 1986)                    |
| Александра Симић        | Зорка (3 еп. 1986)                       |
| Слободан Алигрудић      | Коскетов отац (2 еп. 1986)               |
| Синиша Ћопић            | Гуштер (2 еп. 1986)                      |
| Рахела Ферари           | Ружа Лопужа (2 еп. 1986)                 |
| Ђорђе Јелисић           | Доктор (2 еп. 1986)                      |
| Предраг Лаковић         | Шиљин газда (2 еп. 1986)                 |
| Тони Лауренчић          | Хирург (2 еп. 1986)                      |
| Звонко Лепетић          | Шиљин очух (2 еп. 1986)                  |
| Марина Марковић         | Благајница (2 еп. 1986)                  |
| Славко Миленковић       | Варга (2 еп. 1986)                       |
| Игор Первић             | Рале (2 еп. 1986)                        |
| Јелисавета Сека Саблић  | Госпођа (2 еп. 1986)                     |
| Аида Селимовић          | Гилетова женска (2 еп. 1986)             |
| Гордана Симић           | Медицинска сестра (2 еп. 1986)           |
| Рената Улмански         | Васпитачица Лела (2 еп. 1986)            |
| Наташа Зиројевић        | Бела (2 еп. 1986)                        |
| Предраг Тасовац         | Шојкин отац (1 еп. 1986)                 |
| Јасмина Аврамовић       | Гуга (1 еп. 1986)                        |
| Марко Баћовић           | Светац (1 еп. 1986)                      |
| Мирослав Бијелић        | Дугоња (1 еп. 1986)                      |
| Дуња Блажевић           | ТВ репортерка (1 еп. 1986)               |
| Љубомир Ћипранић        | Човек са шубаром (1 еп. 1986)            |
| Вера Чукић              | Чомбетова мајка (1 еп. 1986)             |
| Стојан Дечермић         | Муж благајнице (1 еп. 1986)              |
| Миња Стевовић Филиповић | Газдина ћерка (1 еп. 1986)               |
| Гордана Гаџић           | Газдина ћерка (1 еп. 1986)               |
| Горјана Јањић           | Комшиница Боса (1 еп. 1986)              |
| Радослава Маринковић    | Госпођа из БМВ-а (1 еп. 1986)            |
| Радован Миљанић         | Муж (1 еп. 1986)                         |
| Јован Никчевић          | Милиционер (1 еп. 1986)                  |
| Марко Николић           | Кецов стриц (1 еп. 1986)                 |
| Неда Огњановић          | Шојкина мајка (1 еп. 1986)               |
| Љиљана Перош            | Касапинова женска (1 еп. 1986)           |
| Драгослав Петровић      | Димба (1 еп. 1986)                       |
| Драгослав Радоичић Бели | Магационер (1 еп. 1986)                  |
| Ева Рас                 | Тетка Бојка (1 еп. 1986)                 |
| Љубица Шћепановић       | Кечева мајка (1 еп. 1986)                |
| Рамиз Секић             | Милиционер (1 еп. 1986)                  |
| Горан Стојановић        | Шибицар (1 еп. 1986)                     |
| Душан Тадић             | Продавац (1 еп. 1986)                    |
| Драгана Варагић         | Сињорина Помпи / Мирјана (1 еп. 1986)    |
| Еуген Вербер            | Трговац (1 еп. 1986)                     |
| Миња Војводић           | Возач камиона (1 еп. 1986)               |
| Аљоша Вучковић          | Касапин (1 еп. 1986)                     |
| Душица Жегарац          | Велизарова мајка (1 еп. 1986)            |
| Тефик Зујовић           | Макро (1 еп. 1986)                       |
| Љиљана Ђоковић          | Социјални радник (непознат број епизода) |
| Александар Филип        | Музичар (непознат број епизода)          |
| Иван Грбин              | Вијук (непознат број епизода)            |
| Синиша Кукић            | Стражар (1) (непознат број епизода)      |
| Часлав Манчић           | Певач Мики (непознат број епизода)       |
| Марко Поповић           | Ушке (непознат број епизода)             |
| Чедомир Радевић Чеда    | Милиционер (1) (непознат број епизода)   |
| Драган Савић            | Цига (непознат број епизода)             |
| Милутин Савић Џими      | Милиционер (4) (непознат број епизода)   |
| Спасоје Спајић          | Стражар (3) (непознат број епизода)      |
| Зоран Стефановић        | Шибицар (2) (непознат број епизода)      |
| Мирослав Стевановић     | Фискултурник (непознат број епизода)     |
| Љиљана Токовић          | Мајсторица (непознат број епизода)       |
| Милош Вуковић           | Милиционер (3) (непознат број епизода)   |
| Милорад Живковић        | Васпитач (непознат број епизода)         |
| Драгомир Станојевић     | (12 еп. 1986)                            |
| Жаклина Филиповић       | Боксерка (10 еп. 1986)                   |

Комплетна ТВ екипа  ▼
| Редитељ                   | Дарко Бајић             | (12 еп. 1986)                         |
| Сценариста                | Гордан Михић            | (12 еп. 1986)                         |
| Композитор                | Војкан Борисављевић     | (12 еп. 1986)                         |
| Директор фотографије      | Борис Гортински         | (12 еп. 1986)                         |
| Монтажер                  | Вуксан Луковац          | (12 еп. 1986)                         |
| Сценограф                 | Светислав Пешић         | (непознат број епизода)               |
| Уметнички директор        | Стојадин Луковић        | (непознат број епизода)               |
| Уметнички директор        | Вуко Перовић            | (непознат број епизода)               |
| Декоратер сцене           | Слободан Рундо          | (непознат број епизода)               |
| Костимограф               | Емилија Ковачевић       | (12 еп. 1986)                         |
| Одсек за шминку           | Зорица Прерадовић       | шминкерка (непознат број епизода)     |
| Помоћник режије           | Милан Ћирица            | помоћник редитеља (12 еп. 1986)       |
| Помоћник режије           | Иво Лауренчић           | помоћник редитеља (12 еп. 1986)       |
| Уметнички одсек           | Глигорије Чичанов       | сликар (12 еп. 1986)                  |
| Специјални ефекти         | Срба Кабадајић          | пиротехничар (12 еп. 1986)            |
| Специјални ефекти         | Душан Живковић          | пиротехничар (12 еп. 1986)            |
| Каскадери                 | Славољуб Плавшић Звонце | каскадер (непознат број епизода)      |
| Каскадери                 | Чедомир Радевић Чеда    | каскадер (непознат број епизода)      |
| Каскадери                 | Миомир Радевић Пиги     | каскадер (непознат број епизода)      |
| Каскадери                 | Милутин Савић Џими      | каскадер (непознат број епизода)      |
| Каскадери                 | Драгомир Станојевић     | каскадер (непознат број епизода)      |
| Каскадери                 | Михаило Животић         | каскадер (непознат број епизода)      |
| Одсек за камеру и расвету | Радован Климецки        | први асистент сниматеља (12 еп. 1986) |
| Одсек за камеру и расвету | Јаша Јосимовић          | фотограф (непознат број епизода)      |
| Одсек за камеру и расвету | Златко Јовановић        | фотограф (непознат број епизода)      |
| Одсек за камеру и расвету | Каменко Пајић           | фотограф (непознат број епизода)      |
| Одсек за костим           | Лидија Станковић        | асистент костимографа (12 еп. 1986)   |
| Остала екипа              | Љиљана Мијатовић        | секретар режије (12 еп. 1986)         |

## Каскадери
- Драгомир Станојевић Бата Камени
- Славољуб Плавшић Звонце
- Миомир Радевић Пиги
- Чедомир Радевић Чеда
- Милутин Савић Џими
- Михајло Животић

## Песма
Остала је упамћена песма из Сивог дома, Све што желим у овом тренутку, коју изводи  група Фар.
За потребе серије, требала је тужна песма, која ће се лако уклопити у драму. По речима Александра Филипа, који глуми Музичара, снимали су сцену у учионици где је он требало да свира на усној хармоници, а остали ученици, односно глумци и статисти, да певају. Прво је предложено да се отпева песма Једне ноћи у децембру, али им није успело. У шали је речено да су чак ,,упропастили песму”. Међутим са нумером Све што желим у овом тренутку, је ишло много боље.
Текст песме: Све што желим у овом тренутку
```
Све што желим у овом тренутку,
иди, иди из живота мога.
Срце ми је изгорело моје,
а душа је остала без свога…
Реф.
Не, нећу плакати,
срце ми је пуно радости.
Не, нећу плакати,
срце ми је пуно радости.
Весело ми с тобом некад беше,
ал’ кад је са неба звезда пала,
сад ми оста само бледа слика,
што ми твоја сестра једном дала.
Реф.
[
4
]
```